# Ricardo de Mediavilla
Ricardo de Mediavilla, também conhecido como Richardus de Mediavilla, Ricardo de Middletown ou Richard de Middletown (c. 1249 – 1308) foi um sacerdote franciscano, chamado «doctor solidus», maestro e escritor, filósofo e teólogo, que viviu na segunda metade do século XIII. Estudiou na Escola Franciscana de Oxford e formou parte da Escola franciscana de Paris.

## Biografia
Temos muitos poucos datos da sua vida. Desconhecemos onde e quando nasceu e morreu. Se é inglês nasceria em (Middletown), mas si fosse francês nasceria em (Menneville ou Moyeneville), ainda que parece mais provável o primeiro. Alguns autores indicam como data provável do seu nascimento o ano 1249. Não sabemos nada da sua juventude e desconhecemos o lugar e data da sua entrada na Ordem franciscana. Realizou em Oxford os seus primeiros estudos, de direito canónico e ciências experimentais. Em 1278 ou 1279 passa a estudar teologia em Paris, onde obtem o título de bacharel e de mestre em teologia, e a partir de 1284 é mestre regente da cátedra dos franciscanos.
É um professor que participa ativamente nas controvérsias culturais do seu tempo, não sómente à frente da famosa condenação de 1277, senão também nas discussões entre o tomismo e a filosofia franciscana. Ainda que Ricardo é fiel às teses boaventurianas, não é uma inteligência fácilmente submissa, pois às vezes as critica, às vezes as matiza, às vezes se separa de elas e se acerca ao tomismo. É muito provável que conhecesse a Roger Bacon e, como êle, estivera atraído pelas ciências experimentais. É um dos mestres aos quais o General da Ordem encarregou o examen das doutrinas de Pedro João Olivi. Em 1286 deixou o ensino porque foi enviado a Nápoles como preceptor dos filhos de Carlos II de Nápoles, entre êles são Luís de Anjou, junto a Francisco de Mayronis. É dudoso que Ricardo lhes acompanhasse quando estiveram como refemes em Barcelona, onde permaneceram até 1295. A sua morte se situa entre 1300 e 1308.

## Obras

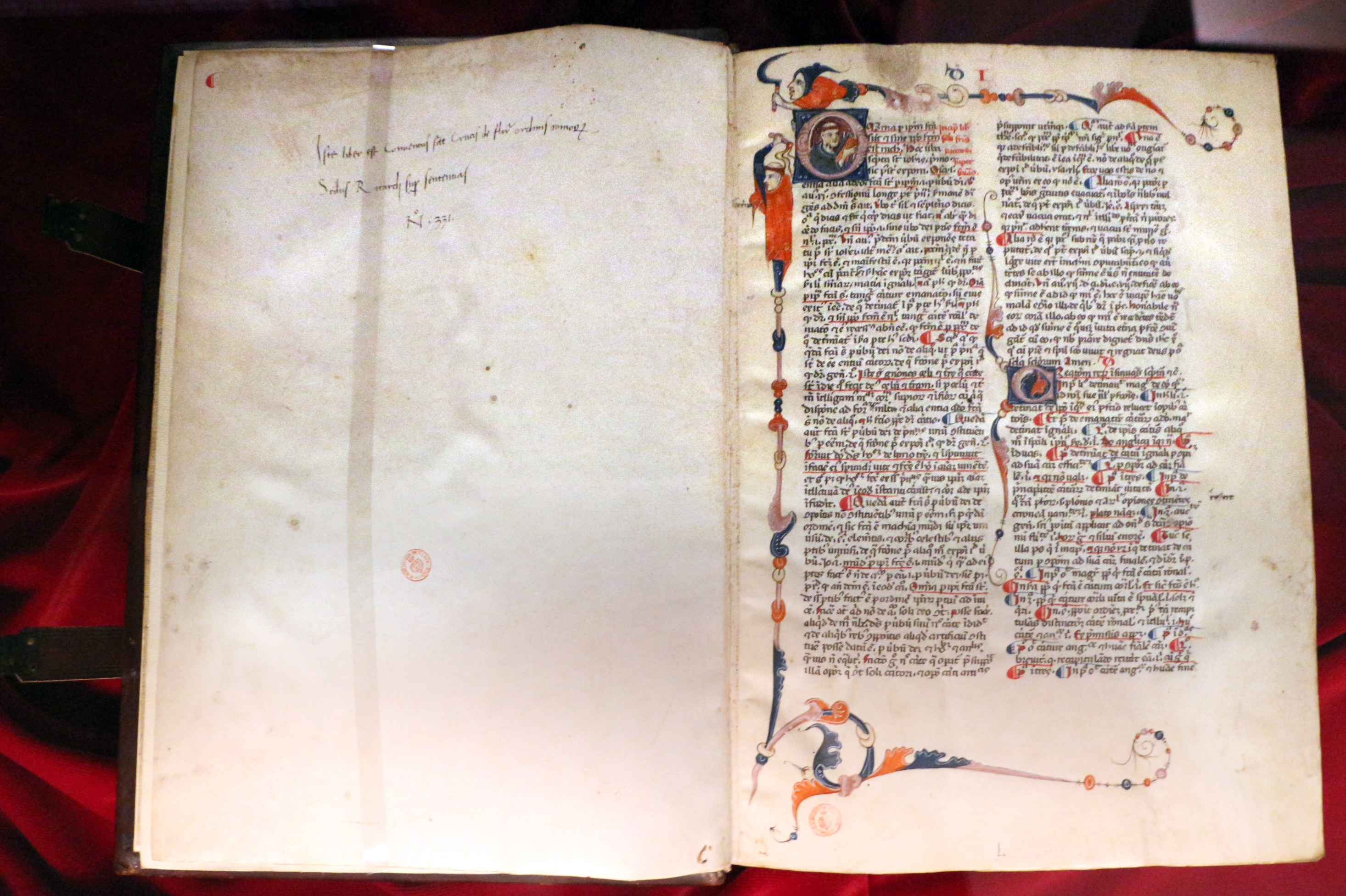
Commentarium..., 1250-1275 ca., Biblioteca Medicea Laurenziana, Florence

As principais obras de Ricardo de Mediavilla são: Comentario às Sentenças, Questões disputadas, três Quodlibetos (Questões aleatórias), Quaestio de gradibus formarum (Questão sobre os grados das formas), Postillae aos evangelhos e às cartas de são Paulo. Ricardo é un espírito penetrante e sem preconceitos, que tem recebido com agrado a influência do tomismo e que sabe pensar de maneira pessoal. Tem um espírito aberto e conciliador, ainda que, como diz Hocedez, tende a seguir geralmente a opinião comum e tradicional como a mais segura. Seguindo a tradição franciscana, defende a impossibilidade da criação desde toda a eternidade, a composição hilemórfica universal dos seres criados, a pluralidade de formas e o primado da vontade sobre o entendimento. O entendimento é como o servo que ilumina, co'a sua luz, o caminho do senhor. A vontade é capaz de autodeterminação e pode ir en contra do juízo do entendimento. A vontade, facultade do amor, orienta a razão para o seu bem. A vontade é superior à razão como o amor é superior ao conhecer, pois o bem é mais sublime que o ser e que o verdadeiro. Esse primado da vontade se manifesta numa atividade que é livre por essência e que quer necessáriamente sem ser coagida por outra facultade. Por outra parte, para P. Duhem, Ricardo é um precursor da ciência moderna. O pensamento filosófico de Ricardo representa sem dúvida uma etapa em direção ao escotismo, que se abriu ao aristotelismo, mas certamente não foi nominalista.